# Amidó
Amidó (en grec antic Ἀμυδών) era una ciutat del Regne de Macedònia a la vora del riu Àxios, de la que parla Homer, i diu que era la capital dels peons, una tribu conduïda per Pirecmes a la guerra de Troia, on segons el "Catàleg dels troians" a la Ilíada, van ser aliats del rei Príam.
L'enciclopèdia Suides i Esteve de Bizanci l'anomenen Abidó. Segons Estrabó, a la seva època ja no existia.